# Ben Woolf
Ben Woolf (Fort Collins, 15 september 1980 – Los Angeles, 23 februari 2015) was een Amerikaans acteur.
Woolf was een dwerg met een lengte van 1 meter 31. Hij werkte als onderwijzer op een kleuterschool, maar speelde ook in films mee. Woolf was te zien in  "Woggie" (2012), "Dead Kansas" (2013), maar hij was het meest bekend van de serie American Horror Story.
Hij werd in Hollywood bij het oversteken geraakt door een zijspiegel van een auto en stierf enkele dagen later in een ziekenhuis aan de verwondingen aan zijn hoofd. Hij werd 34 jaar oud.